# Gideon von Camuzi

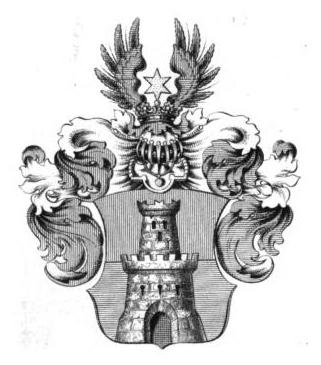
Familienwappen von Camuzi aus Tyroffs Wappenbuch des gesamten Adels des Königreichs Bayern, 1850

Gideon von Camuzi, Taufname Gideon Matthäus von Camuzi (* 20. Juli 1799 in Laumersheim; † 10. Juli 1879 in Dirmstein), war Gutsbesitzer und Bürgermeister in Dirmstein sowie Mitglied der Abgeordnetenkammer des Königreichs Bayern.

## Familie

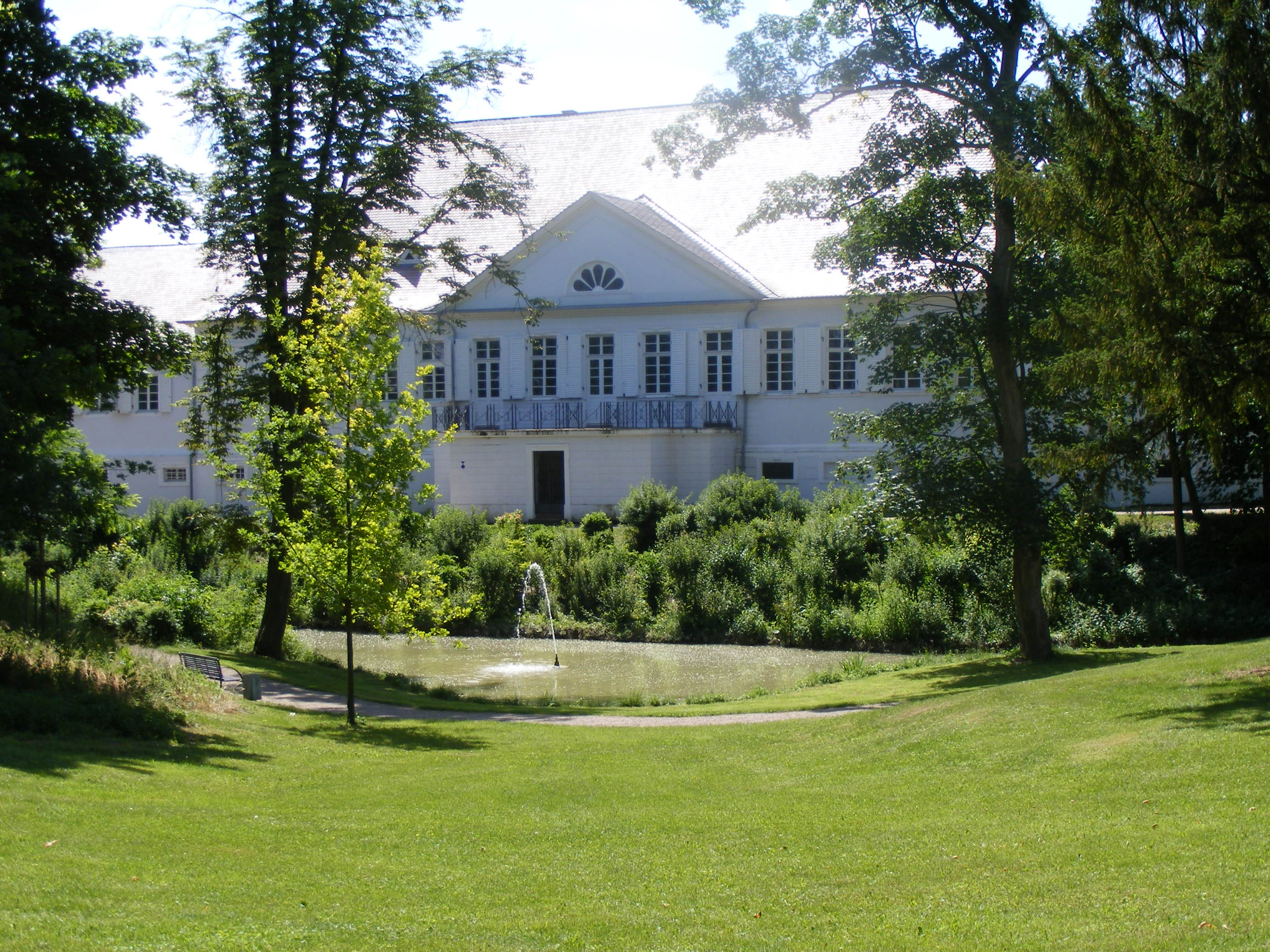
Koeth-Wanscheidsches Schloss in Dirmstein, Wohnsitz der Familie von Camuzi

Die Familie Camuzi – teilweise auch Camuzzi geschrieben – stammte ursprünglich aus Lugano im Kanton Tessin; ein Zweig stand in österreichischen Staatsdiensten. Der Großvater Gideon von Camuzis, Casimir Franz Xaver von Camuzi (1728–1806), war Oberamtmann des österreichischen Oberamts Winnweiler, des Verwaltungssitzes der nordpfälzischen Grafschaft Falkenstein. Diese gehörte zu Vorderösterreich und bildete eine habsburgische Enklave in der heutigen Pfalz. Casimir von Camuzi heiratete eine Frau aus Laumersheim und wurde dort sesshaft.
Gideon von Camuzi war der Sohn des Oberamtssekretärs und späteren Bayerischen Geheimen Rats Joseph von Camuzi (1767–1828) und dessen Ehefrau Elisabeth geb. Fuchs. Auch der Vater stand bis zum Friedensschluss von Campo Formio (1797), als die linksrheinischen deutschen Gebiete an Frankreich fielen, in Diensten des österreichischen Oberamts Winnweiler. Er erwarb 1802 zum angestammten Besitztum in Laumersheim ein Schlossgut im benachbarten Dirmstein, das spätere Koeth-Wanscheidsche Schloss, und übersiedelte dorthin. Bereits 1801 war er Dirmsteiner Bürgermeister geworden, was er bis 1815 blieb. Nachdem seit 1816 der linksrheinische Anteil der ehemaligen Kurpfalz zum Königreich Bayern gehörte, wurde Joseph von Camuzi auch Mitglied der Bayerischen Abgeordnetenkammer in München.
Der Sohn Gideon von Camuzi wuchs in Dirmstein auf. Am 26. April 1824 heiratete er im Mainzer Dom Theresia Dael, die Tochter des Mainzer Kommerzienrats Georg Dael und dessen Frau Anna geb. Freiin von Koeth-Wanscheid. Das Ehepaar lebte in Dirmstein und hatte mindestens sechs Kinder, von denen zwei Töchter früh verstarben, so Anna (* 11. März 1828; † 5. Juni 1835) mit sieben Jahren.
Zwei jüngere Schwestern Gideons stiegen durch ihre Heiraten gesellschaftlich auf: Franziska Louise Johanna (* 1807 in Dirmstein; † 1887 in Wang/Allgäu) vermählte sich 1829 mit dem Witwer Ignaz von Rudhart, der als Bayerischer Staatsrat später zum Ministerpräsidenten von Griechenland berufen wurde, nachdem der Wittelsbacher Otto dort 1832 König geworden war. Henriette (* 1808 in Dirmstein; † 1883 in Baden-Baden) war seit 1839 die zweite Frau des Preußischen Generalleutnants Graf Wilhelm Friedrich Karl von Brühl (* 1788 in München; † 1867 in Dirmstein). An Henriette erinnert noch heute im Kellergarten zu Dirmstein das „Badehaus der Gräfin von Brühl“. Den Kellergarten, der in den 1790er Jahren infolge der Französischen Revolution der Adelsfamilie Sturmfeder von Oppenweiler weggenommen worden war, hatte 1812 ihr Großvater Joseph für die Familie erworben und darin mehrere Gebäude errichtet.
Casimir von Camuzi (1764–1841), der ältere Bruder von Gideon Camuzis Vater Joseph, war österreichischer Generalmajor in Tarnów. Später lebte er in Linz.
Obgleich die Familie Camuzi älterem österreichischen Adel angehörte, ließ sich Gideon von Camuzi mit Datum vom 16. Januar 1850 zusätzlich in die Adelsmatrikel des Königreichs Bayern eintragen.

## Leben

### Ökonomie und Sozialreformen
Gideon von Camuzi war ein begabter Ökonom und verwandelte das vom Vater ererbte Dirmsteiner Gut in einen weithin bekannten Musterbetrieb. Besonders widmete er sich dem Wein- und Obstbau sowie der Viehzucht. Außerdem betätigte er sich als Alkohol- und Essigsieder, betrieb eine Stärke- und Seifenfabrik sowie eine Ziegel- und Kalkbrennerei.
1847 gründete der Gutsherr einen Aktienverein zur Gewährung von Darlehen an Kleinbauern zwecks Kartoffelkauf. Als Dirmsteiner Gemeinderat nahm er sich verstärkt der Armen und Mittellosen im Ort an, zudem war er aktiv im Frankenthaler Kreisverein zur Unterstützung hilfsbedürftiger Personen. Im Andenken an die früh verstorbenen Töchter Anna-Maria und Anna dotierte er 1859 mit 6000 Gulden die Dirmsteiner Anna-Stiftung zur Gründung einer örtlichen Kinderbewahrschule, womit ein Waisenhaus gemeint war. Als Sicherheit verpfändete Camuzi dafür die ihm inzwischen ebenfalls gehörende Spormühle.

### Bauwesen

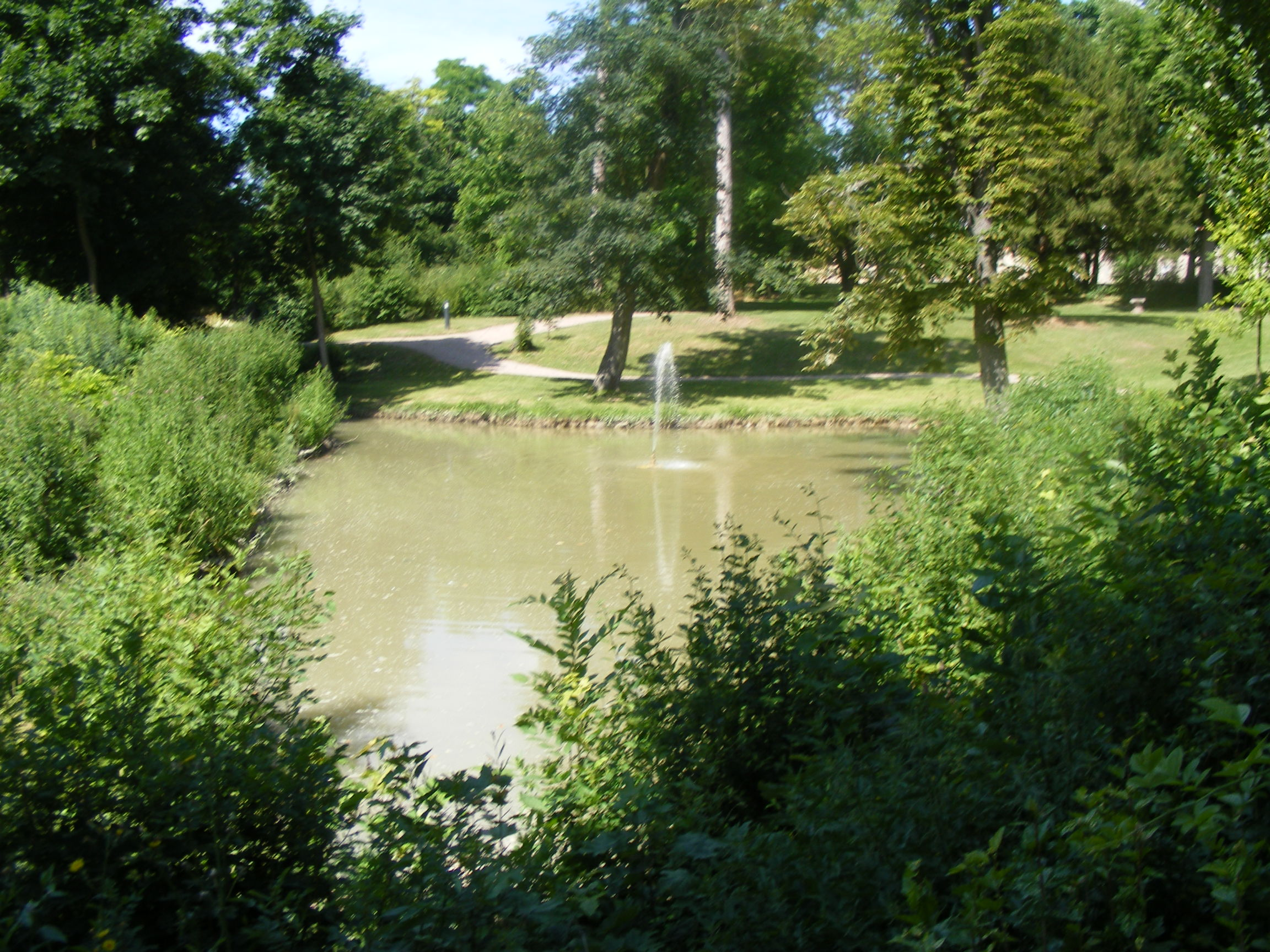
Schlosspark in Dirmstein

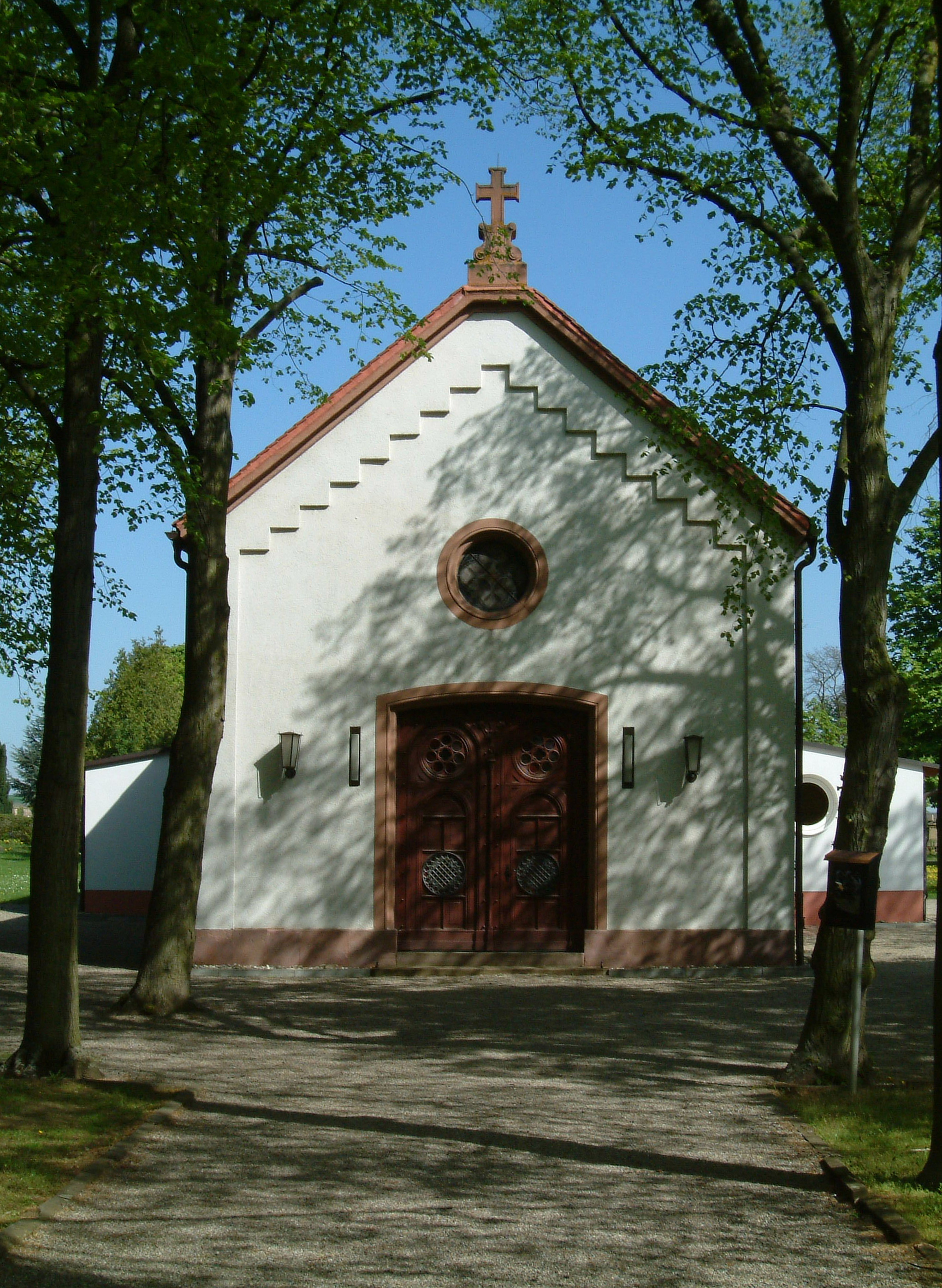
Friedhofskapelle mit Gruft der Familie Camuzi

Nördlich des Koeth-Wanscheidschen Schlosses ließ Gideon von Camuzi von dem regional bedeutsamen Landschaftsarchitekten Johann Christian Metzger (1789–1852) ab etwa 1830 einen Englischen Garten mit Teich, Bachlauf und Grotte anlegen, der um das Jahr 2000 als Schlosspark restauriert wurde. Die Grotte, deren Sanierung 2009 begonnen hatte, wurde 2012 wieder für die Öffentlichkeit freigegeben.
Um 1850 schenkte Camuzi der Gemeinde das Gelände für den Neuen Friedhof, der nördlich des Ortes liegt, und stiftete darin eine Kapelle. Diese birgt die Familiengruft, in der 1879 auch Gideon beigesetzt wurde. Der zu klein gewordene vorherige Friedhof im Osten der Gemeinde war in den 1850er Jahren geschlossen worden.

### Politik
Gideon von Camuzi zählte zu den führenden Mitgliedern des Landwirtschaftlichen Bezirks-Komitees Frankenthal und fungierte deshalb 1856 bei der Landwirtschaftlichen Ausstellung zu Paris als Regierungskommissär des Königreichs Bayern.
Von 1837 bis 1843 gehörte der Gutsbesitzer dem pfälzischen Landrath an, der im heutigen Bezirksverband Pfalz sein Nachfolgegremium gefunden hat. Von 1843 bis 1845 war er Abgeordneter in der Bayerischen Abgeordnetenkammer. 1846 wurde er zum Geschworenen beim Assisengericht Zweibrücken gewählt. Von 1868 bis 1874 bekleidete Camuzi das Amt des Dirmsteiner Bürgermeisters.

### Kultur
Gideon von Camuzi galt als sehr bibliophil und besaß eine große, wertvolle Büchersammlung, die unter anderem sieben Inkunabeln, 53 Werke aus dem 16. Jahrhundert sowie drei Chroniken und einen Atlas aus dem 17. Jahrhundert enthielt. Die Kollektion befand sich zeitweise komplett in der Pfälzischen Landesbibliothek Speyer. Um 1936 wurden im Auftrag der Erben, der Familie Koeth-Wanscheid, die wertvollsten Stücke verkauft, und nur ein Rest verblieb in Speyer. Diese Bücher enthalten

„handschriftliche Eintragungen des Gideon von Camuzi, der offenbar mit bedeutenden Persönlichkeiten seiner Zeit, z. B. Alexander von Humboldt und Gottfried Gervinus, in Verbindung stand, wie eingebundene Autographen und Briefabschriften belegen.“

Gideon von Camuzi verfasste selbst ein Büchlein mit autobiographischen Zügen. Es trägt den Titel Von der Selbsterkenntnis zu Betrachtungen über Zeit und Raum, Culturhistorische Studien von G. von Camuzi, Gutsbesitzer in Dirmstein und erschien 1864 in Mannheim. Es schließt mit der von Camuzi selbst formulierten Quintessenz seiner darin niedergelegten Gedanken:

„Das Absolute ist nur bei Gott, er hält Raum und Zeit zusammen, ihm gehört Vorsehung und Schöpfung! Der Mensch kann theilweis nur erkennen, was sich ihm in Natur und Weltgeschichte offenbart, doch bleibt ihm ein schönes großes Feld zu bauen, wenn darauf Freiheit, Wahrheit, Schönheit wächst. G.v.C.“

Camuzi gehörte dem Mannheimer Kunstverein an und besaß neben seinem Dirmsteiner Domizil dort eine Stadtwohnung im Quadrat L 2,9. Er war näher bekannt mit dem Mannheimer Maler Louis Coblitz (1814–1863), der unter anderem ein Porträt Theresia von Camuzis und mehrere Ansichten von Dirmstein schuf. Die Bilder befinden sich sämtlich im Mannheimer Reiss-Engelhorn-Museum.

## Zitat
„Gideon von Camuzi war zu seinen Lebzeiten der dominierende Mann in der Gemeinde Dirmstein.“